# Erik Aaes
Erik Aaes (Nordby, Dinamarca, 27 d'abril de 1899 - Gentofte, Dinamarca, 19 de març de 1966) és un escenògraf danès de cinema. És considerat com un dels millors escenògrafs de la seva època, treballant per Carl Theodor Dreyer, Jean Renoir, Alberto Cavalcanti, entre d'altres.

## Filmografia selectiva
- 1927 : La P'tite Lili d'Alberto Cavalcanti
- 1928 : En rade d'Alberto Cavalcanti
- 1928 : Yvette d'Alberto Cavalcanti
- 1928 : La Petita venedora de llumins de Jean Renoir i Jean Tedesco
- 1929 : El Capità Fracàs d'Alberto Cavalcanti i Henry Wulschleger
- 1943 : Dia de còlera (Vredens dag) de Carl Theodor Dreyer
- 1948 : Hvor er far? de Charles Tharnæs
- 1955 : La Paraula (Ordet) Carl Theodor Dreyer
- 1959 : La Granota tatuada (Der Frosch mit der Maske) de Harald Reinl
- 1963 : Un diumenge de setembre (En Söndag i september) de Jörn Donar